# Krwawa niedziela (Dublin 1920)

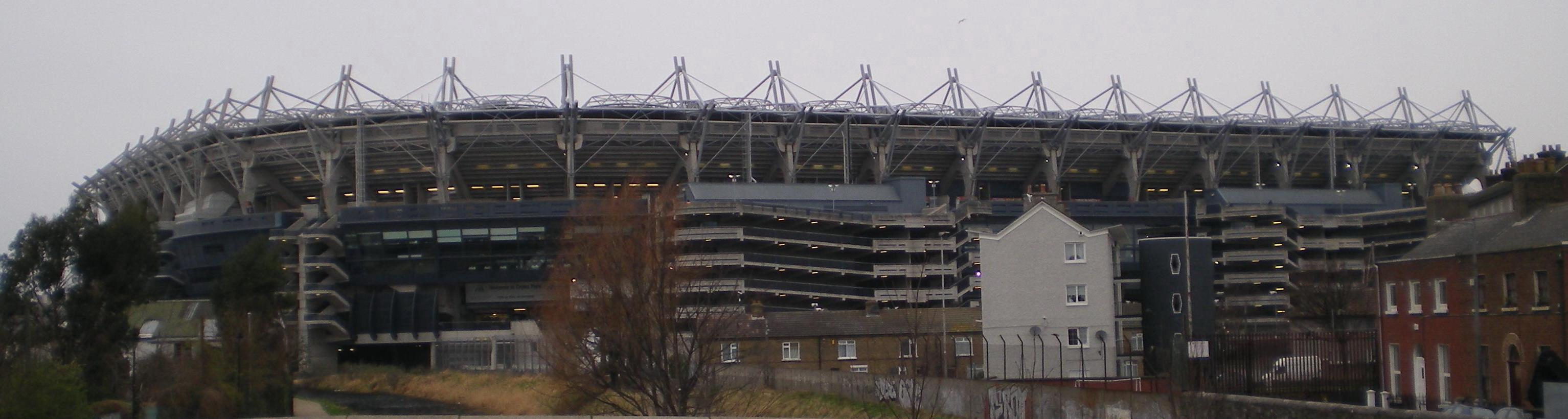
Miejsce wydarzeń krwawej niedzieli współcześnie – widok na obecny stadion Croke Park w Dublinie

Krwawa niedziela (irl. Domhnach na Fola, ang. Bloody Sunday) – termin używany na określenie krwawych wydarzeń, jakie zaszły w Dublinie 21 listopada 1920 roku w trakcie wojny o niepodległość Irlandii (1919–1921), w wyniku których zabitych zostało 27 osób, zaś rannych 60–70.
Za przyczynę krwawej niedzieli przyjmuje się wydanie przez Michaela Collinsa, przywódcę IRA, rozkazu zabicia brytyjskich agentów wywiadu z tzw. grupy Cairo Gang. Rankiem 21 listopada 1920 roku członkowie IRA dokonali egzekucji na 13 agentach tajnej służby. W odpowiedzi na to, RIC (Royal Irish Constabulary) zastrzeliło dwóch więźniów IRA pod zarzutem „próby ucieczki”. Po południu brytyjskie oddziały pomocnicze RIC – Black and Tans, otoczyły stadion zapełniony kibicami futbolu gaelickiego w Croke Park w Dublinie, na którym odbywał się mecz między zespołami Tipperary i Dublinu. Black and Tans otworzyli ogień w stronę tłumu, zabijając 12 osób, w tym jednego futbolistę, kobietę i dziecko oraz raniąc następne 60.